# 平田一喜
平田 一喜（ひらた かずき、1987年11月21日 - ）は、DDTプロレスリング所属。日本の男性プロレスラー。東京都足立区出身。身長172cm、体重78kg。血液型B型。

## 経歴
当初は、DRAGON GATEに入門するものの、諸事情によりデビュー前に退団している。
2009年
- 8月、DDTプロレスリング入門。

2010年
- 2月28日新木場大会にて、高木三四郎のスタナーを受けた中澤マイケルに襲い掛かり、逆エビ固めでギブアップを奪い、デビュー戦前に第833代アイアンマンヘビーメタル級選手権王者となる。
- 3月14日、後楽園大会、デビュー戦・アイアンマンヘビーメタル級選手権防衛戦を行う。挑戦者・石井慧介の勝利により、防衛失敗するものの、デビュー戦で王者として防衛戦を行うという前代未聞のシチュエーションであった。
- 9月30日、変態團興行でのコスプレランブルで、スーパー・ストロング・マシンのマスクを着用しコスプレで出場。大平田コールに包まれる。着用したマスクは実際に新日本プロレスから借りたもの。
- 11月14日大阪大会、ヤングドラマ杯2010公式戦、安部行洋に顔面ドロップキックからのエビ固めで3カウント奪取により、デビュー後から初勝利となる。

2011年
- 2月24日新日本プロレスの若手主体の興行NEVERに初参戦。高橋広夢に敗れるが、「試合には負けたが、気合では負けていない」とコメントし、BEST OF THE SUPER Jr.出場希望をアピール。
- 4月7日新日本プロレス BEST OF THE SUPER Jr.への出場を賭けたトーナメントに参加。円華に敗れ、1回戦敗退。
- 7月24日両国大会、常に感情むき出しのやり合いをしてきた佐藤光留からスーザン・シットハート・スーパースターズを倒すためのメンバーに指名され、サマーナイトフィーバー in両国～5対5イリミネーション10人タッグマッチに出場。
- 9月29日第2回DDT48総選挙結果発表大会にて、惜しくも選抜の18位以内に届かず。しかし、119票を獲得し、23位となる。
- 12月7日新木場大会、入場曲を「Runner」に変更するが、松永智充も同曲に変更しており、被ったため、12月31日後楽園大会にて松永とRunnnerコントラRunnner行うことが決定。
- 12月31日後楽園大会、松永と入場曲を賭けたRunnerコントラRunnerに敗れ、入場曲を戻す。

2012年
- 1月14日大阪大会で負傷し、前十字靭帯損傷、半月板損傷のため、欠場となる。
- 5月20日新木場大会にて、「手術はすでに終わっていて、階段の昇り降りはしんどいけど、リハビリではハーフスクワットもやっている」と近況報告。
- 8月18日武道館大会にて、アイアンマンヘビーメタル級選手権試合ロイヤルランブルのリングアナウンサーとして登場。

2013年
- 3月20日後楽園大会で復帰戦。
- その後高木三四郎とレギュラー参戦復活の大鷲透のユニットオーディションに合格するも扱いは小間使い。

2014年
- マグナムTOKYOを彷彿させるようなアイマスクをつけ東京に行きたくなるような曲で踊るダンスで大ブレイクして日本インディー大賞のニューカマー賞で2位となる。またこのダンスをするときDJニラはコーナーに座り傘を振るアクションを見せることもある。
- 6月29日後楽園大会にて、初の公式グッズ「HIRATA GO！」Tシャツが発売され早々に完売した。
- 7月27日新木場大会にて、ずっとユニット名がなく高木&大鷲組(仮)という名前になっていた高木三四郎、大鷲透とのユニット名が、T2ひーに決定。
- 8月2日新木場大会、ビアガーデンプロレス最終日のエンディングは平田がダンスで締め、高木三四郎から「今年のビアガーデンプロレスのMVP」と称賛される。
- 8月17日両国国技館大会にて、アイアンマンバトルロイヤルでは次々と入場する選手に妨害されダンスを披露する事が出来なかったが、興行のエンディングでTOKYO GOが流れ、大石真翔、彰人、福田洋、遠藤哲哉を従えて、ダンスを披露。泡の出る演出がバブリーな雰囲気を彷彿とさせ、HARASHIMAが興行を締めた。
- 8月31日新宿FACE大会で入場時のマスクを控室前で大鷲透に捨てられる。それを拾った星誕期が相撲の練習をモデルとしたダンスに使用してしまう。またマスクは返却されるが対戦相手のアントーニオ本多にダンスについて説教されてしまう。その本多にもダンスを使用されてしまい試合も本多のダイビングフィストドロップで敗れる。また両国大会からはダンスをマネされたり踊らせてもらえないことが多くなる。
- 9月28日KO-D6人タッグ王座挑戦決定。またこの試合では大鷲と高木のポケットマネーでバックダンサーが付くことが予定されていてダンサーは合計二名でダンスをフルで踊りきり試合は入江茂弘を首固めで丸め込み勝利し王座を戴冠する。

2015年
- 2月15日、さいたまスーパーアリーナコミュニティーアリーナ大会で新しい公式グッズとして光るメガネが発売されて即完売となった。
- 2月21日、新宿FACE大会から平田一喜 東京GO番勝負が組まれるが平田本人はTwitterで知った。第一戦はHARASHIMAとのシングルでHARASHIMAの蒼魔刀で敗れる。
- 4月4日、横浜大会で東京GO番勝負第二戦で坂口征夫と対戦し敗れる。
- 4月19日、春日部大会で東京GO番勝負第三戦でKUDOと対戦。

2016年
- 3月21日、両国国技館大会のいつでもどこでも挑戦権争奪バトルロイヤルにてアジャ・コングとのデート権を獲得。実際にデートをするもデート途中に脱走。4月2日にはアジャとの遺恨清算マッチを行うも敗北。腹をくくりアジャに告白するものの断られた。

2017年
- 4月29日、KO-D6人タッグ選手権試合～平田一喜のみ敗者国外追放マッチにて敗北し国外追放となる。5月3日の愛知大会より親戚の「ヒラタコレクションA.T.」がT2ひーのメンバーとして参戦。元プロレスラーのミラノコレクションA.T.とよく似たコスチュームや入場を見せたが7月23日、男色ディーノ＆大家健＆アントーニオ本多組に敗れゴージャス松野と共に国外追放。翌7月30日の新宿大会に何事も無かったかのように凱旋帰国。

2018年
- 4月29日、6人タッグマッチ（急遽敗者国外追放マッチに変更）に敗れ2年連続2回目の国外追放。翌日の三重大会からウルティモ・ドラゴンの覆面を被り「ひらティモドラゴン」を名乗り、同じく敗者無期限欠場マッチに敗れ欠場中だった高木三四郎の「たかティモドラゴン」と「ティモティモドラゴンズ」を結成。試合終盤でレフェリーの目を盗み自ら脱いだマスクを相手に渡し反則勝ち[3]を取るというやり方で連戦連勝。後に里歩（りほティモドラゴン）、大鷲（わしティモドラゴン）と増殖を続けたが、7月3日の『DDT LIVE!マジ卍♯10』にて当のウルティモ・ドラゴン本人と「ティモティモティモティモドラゴンズ」を結成、ウルティモ本人から使用許可が降りたものの今までの試合のロイヤリティを要求され即解散。次の試合から何事も無かったかのように再び平田に戻る。

2020年
- 7月31日、HARASHIMAプロデュース特別ルール5WAYマッチに敗れ2年振り3回目の国外追放。翌日の大会に“brother”YASSHIによく似た「“brother”KAZUKI」が登場したものの途中で「TOKYO GO!」が流れ正体が平田だとバレる。（新型コロナウィルスの流行により海外追放が困難な為。）

2023年
- 3月1日、『ジュニア夢の祭典 〜ALL STAR Jr. FESTIVAL 2023〜』では当日発表の第7試合にサプライズ出場[4]。闘龍門時代の大先輩であるCIMAと対戦した[4]。
- 6月25日、勝俣瞬馬が返上したDDT EXTREME王座の王座決定戦3WAYダンスマッチ(負け抜け形式のサバイバル3WAYマッチ)の挑戦者の1人としてMAO、ヨシヒコと対戦。ヨシヒコをMAOと共に丸め込み1対1の勝負へともつれ込む。最終的に奇跡を呼ぶ一発逆転首固めで勝利を収め、自身初となるDDT EXTREME王座の戴冠を果たした。
- 8月13日の後楽園ホール大会で2度目のDDT EXTREME王座防衛に成功した際は、おばけと風船の心理戦で対戦相手の坂口征夫の精神をとことん揺さぶった試合内容から「プロレスのいい思い出の1ページ」と感想を漏らした[5]。

2025年
- 3月12日の新宿FACEにて開催された自身のデビュー15周年記念興行『遂に来た!!平田一喜15周年記念興行～語れ！15年分のHIRATA GO!!』にて、かつて初勝利を献上した相手である高橋ヒロムと、デビュー戦の相手である石井慧介とタッグを組み、DRAGON GATE時代の同期であるYO-HEY＆近野剣心＆DDTでの同期である高尾蒼馬組と対戦し、自ら高尾からフォールを奪い15周年記念興行を締める。

## タイトル歴
DDTプロレスリング
- アイアンマンヘビーメタル級王座
- DDT EXTREME王座（第58代）
- KO-D6人タッグ王座
  - 第14・21・23代（パートナーは高木三四郎&大鷲透）
  - 第42代（パートナーは彰人&翔太）
  - 第48代（パートナーは土井成樹&大鷲透）
- KO-D8人タッグ王座
  - 第3代（パートナーは青木真也&スーパー・ササダンゴ・マシン&アントーニオ本多）
  - 第6代（パートナーは大鷲透&アントーニオ本多&ヨシヒコ）

## 得意技
奇跡を呼ぶ一発逆転首固め
カウンターで仕掛けるスモールパッケージホールド。
モーメントルース
GO! GO! スプラッシュ
かつてはマッドスプラッシュとして使用。
スライディングキック
バイアグラドライバー
コルバタ
ハンマーロック式インプラントDDT
相手の片腕をハンマーロックで固定して、相手の身体を水平かそれ以上の急角度に持ち上げて一気に落とす。
必殺ただ押すだけ
DJニラのロケットパンチの要領で相手に飛び掛かりつつ両手で突き飛ばす。
手刀
首筋に叩き込んで相手を気絶させる。敵味方問わずリング上の全選手を薙ぎ倒したあとに公式グッズの光るサングラスを装備し、後述のダンスに繋ぐのが定番のムーブ。
寸勁型の手刀砲も使用。流派は極限流を自称。
串刺し式ジャンピングエルボー
トレイン攻撃の最後に（主にタッグパートナーの介入によって）攻撃を外してターンバックルに激突するのがお約束のムーブ。
僕にタッチをー
試合中理由をつけて「僕に、タッチをー！」と試合の主導権をゆずってもらう。
アックスボンバー
ご当地名にちなみ「○○（地名や大会名）ボンバー！」と叫び、自らロープに走りアックスボンバーをかます。大抵は技を避けられる。
ダンス
試合のクライマックスに平田メガネをかけ「TOKYO GO」を踊りだし完遂すると攻撃力が1.25倍になるという。
奇襲攻撃
口上やセレモニーがある試合前に相手を突然襲撃し奇跡を呼ぶ一発逆転首固めか返り討ちに遭い秒殺決着。帰ろうとするとGMやその試合の主役に説教されて再試合となる。解説の小佐野景浩氏いわく「根っからのプロレスラー気質。」
ハンマー攻撃
アイアンマンを巡る場外乱闘中、地面に転がっているハンマーを持つと人格が変わり冷酷な性格になる。

## 入場曲
- 語れ!涙!（SEX MACHINEGUN）
- runner（爆風スランプ）
- TOKYO GO（ジョン・ロビンソン）

2017年以降はネット配信対策のため平田本人の歌唱によるカバーバージョンを使用。

## 人物・エピソード
- 趣味：釣り、スーパー銭湯、街を歩くこと。
- 好きな食べ物：ステーキ、寿司、蕎麦、焼肉、沖縄料理、パイナップル、ケーキ
- 好きなアーティスト：SEAMO、HOME MADE 家族、SEX MACHINEGUNS、AKB48、ももいろクローバーZ
- 好きな動物：うさぎ、犬
- 好きな言葉：継続は力なり
- 好きな映画：男はつらいよ、DEATH NOTE、君に届け、スタジオジブリ作品
- 好きな漫画：ONE PIECE、矢沢あい作品、コジコジ、君に届け、WORST。矢沢あい作品に関しては、Twitterのアカウント名に代表作Paradise Kissの略称を入れるほどである。
- 苦手なもの：じゃんけん、酒、ゴキブリ、蝉
- 取得資格：NSCA認定パーソナルトレーナー、健康運動実践指導者。